# Danijel Premuš
Danijel Premuš (Rijeka, 15 de abril de 1981) é um jogador de polo aquático croata, que também possui nacionalidade italiana, medalhista olímpico.

## Carreira
Premuš disputou sua primeira Olimpíada em 2004, quando finalizou na décima posição com a equipe da Croácia. Retornou aos Jogos em 2012, dessa vez competindo pela Itália, onde conquistou a medalha de prata.